# تپه مشانه
تپه مشانه مربوط به دوران‌های تاریخی پس از اسلام است و در شهرستان زرندیه، بخش خرقان، روستای چناقچی علیا واقع شده و این اثر در تاریخ ۲۵ اسفند ۱۳۸۰ با شمارهٔ ثبت ۵۶۲۵ به‌عنوان یکی از آثار ملی ایران به ثبت رسیده است.